# Balkhach (ville)
Pour les articles homonymes, voir Balkhash.
Balkhach, ou Balkhash en anglais, est une ville située sur la rive nord du lac Balkhach dans l'oblys de Karaganda au Kazakhstan.

## Histoire
La ville est fondée en 1931, sa principale activité économique est liée à la transformation du cuivre, au nord de la mine de Kounrad.

## Démographie
En 2009, la ville comptait 68 833 habitants. Elle en compte 78 002 en 2014.

### Évolution démographique
Depuis 1959, l'évolution démographique a été la suivante:
| Année      | Population 1959 | Population 1970 | Population 1979 | Population 1989, | Population 1999 | Population 2009 | Population 2012 |
| ---------- | --------------- | --------------- | --------------- | ---------------- | --------------- | --------------- | --------------- |
| Population | 53 031          | 75 965          | 78 145          | 86 609           | 65 431          | 68 833          | 70 305          |

La majorité de la population de la ville de sa fondation jusqu'en 1990 était d'origine européenne et de langue russe. Après la dislocation de l'URSS, de nombreux russophones ont émigré, tandis que de nouveaux habitants d'ethnie kazakhe ont quitté les campagnes pour s'installer en ville. Ce phénomène s'est particulièrement accéléré à Balkhach. Aujourd'hui 65 % de la ville est d'origine kazakhe et de confession sunnite.

### Composition ethnique
La composition ethnique de Balkhach au 1er janvier 2010 est:
| Ethnie      | Nombre | Taux     |
| ----------- | ------ | -------- |
| Kazakhs     | 50 307 | 64,94 %  |
| Russes      | 19 823 | 26,20 %  |
| Ukrainiens  | 1 169  | 1,94 %   |
| Allemands   | 1 032  | 1,83 %   |
| Coréens     | 1 172  | 1,55 %   |
| Tatars      | 1 080  | 1,43 %   |
| Biélorusses | 229    | 0,37 %   |
| Tchétchènes | 183    | 0,24 %   |
| Azeris      | 119    | 0,16 %   |
| Ouzbeks     | 112    | 0,15 %   |
| autres      | 1 134  | 1,50 %   |
| Total       | 77 662 | 100,00 % |

En 2014, la composition de la population était la suivante:
| Ethnie      | Nombre | Taux     |
| ----------- | ------ | -------- |
| Kazakhs     | 50 739 | 65,05 %  |
| Russes      | 21 901 | 28,08 %  |
| Coréens     | 1 128  | 1,45 %   |
| Allemands   | 1 039  | 1,33 %   |
| Tatars      | 887    | 1,14 %   |
| Ukrainiens  | 813    | 1,04 %   |
| Tchétchènes | 147    | 0,19 %   |
| Ouzbeks     | 144    | 0,18 %   |
| Biélorusses | 121    | 0,16 %   |
| Azeris      | 115    | 0,15 %   |
| autres      | 968    | 1,24 %   |
| Total       | 78 002 | 100,00 % |

On remarque une diminution des Ukrainiens et des Biélorusses, ce qui s'explique par leur départ de Balkach ou bien par la fusion (mariages mixtes, auto-déclarations de nationalité, etc.) avec le groupe ethno-linguistique russe dont ils partagent de toute façon la langue.

## Religion
Plus de la moitié de la population est de confession sunnite et environ 40 % de confession chrétienne et très majoritairement de confession orthodoxe. Il existe aussi une petite paroisse catholique vouée à saint François où travaillent notamment les sœurs enseignantes de Notre-Dame.

## Illustrations

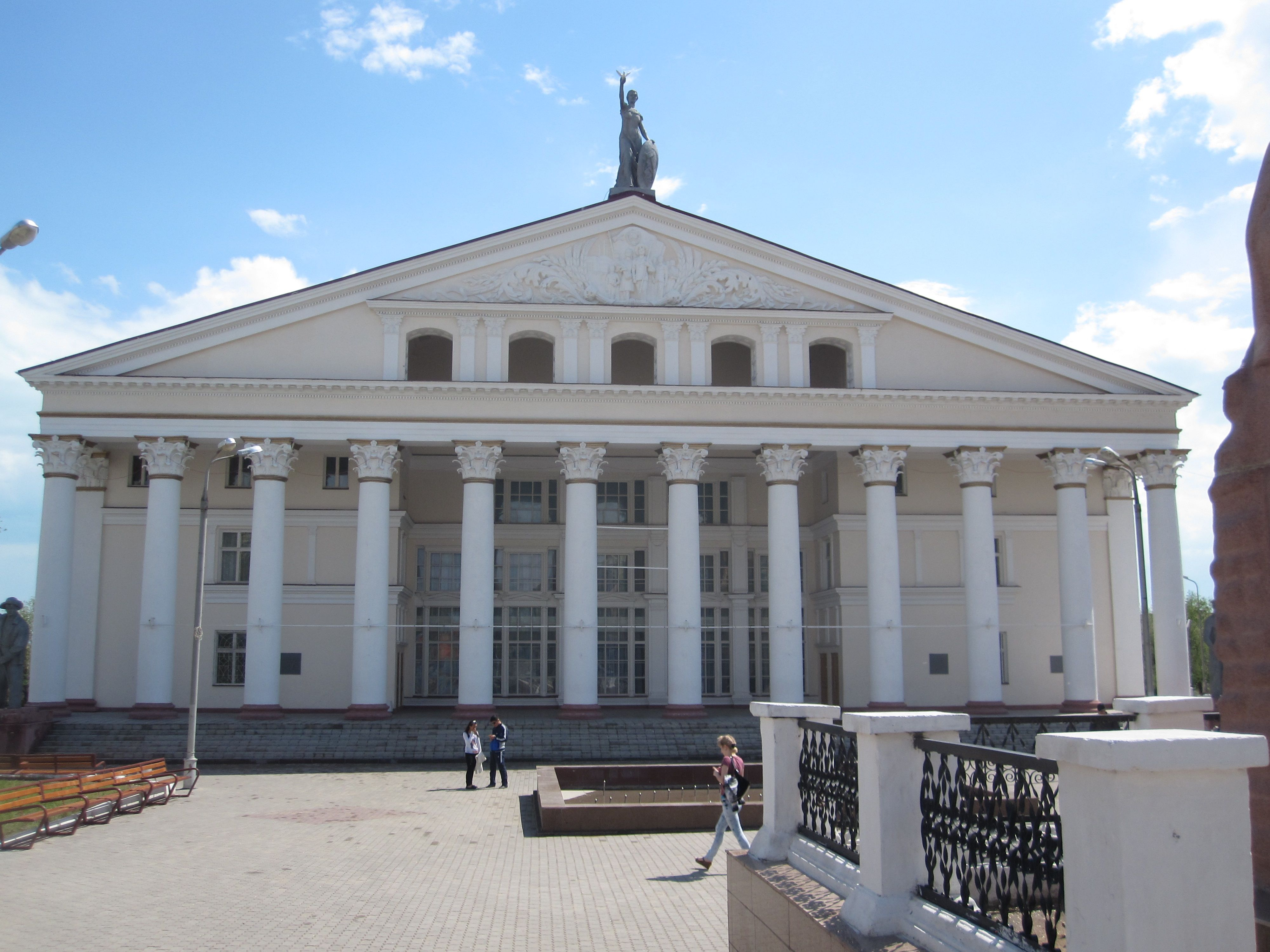
La maison de la culture.
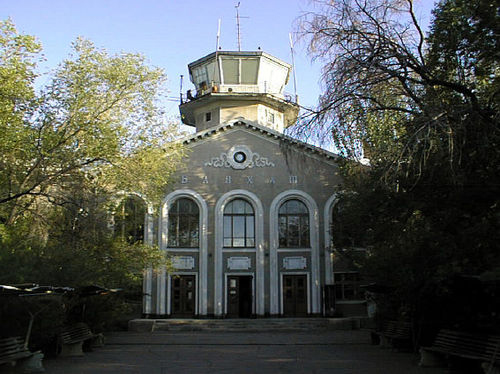
L'aéroport de Balkhash.
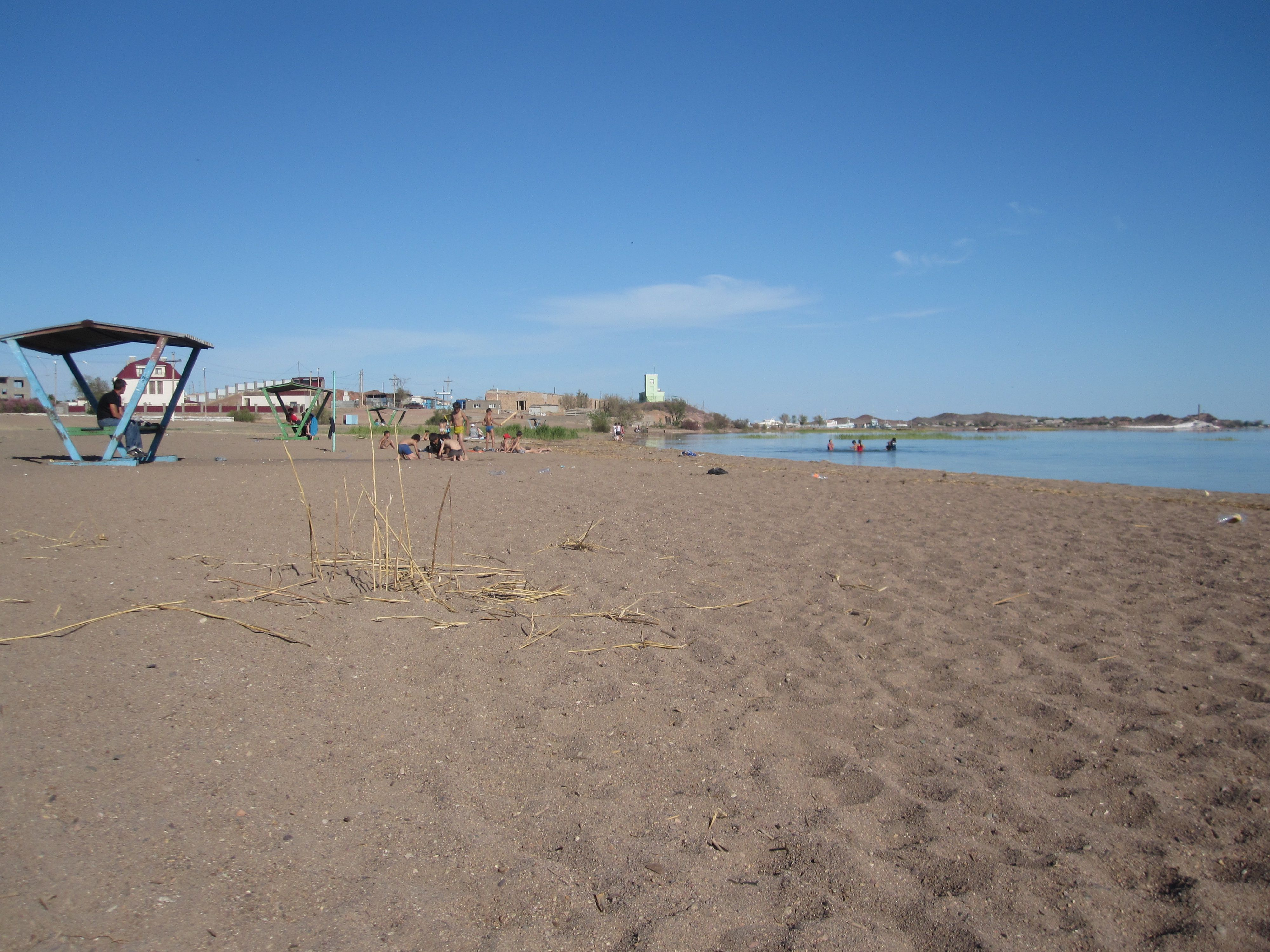
La plage municipale.
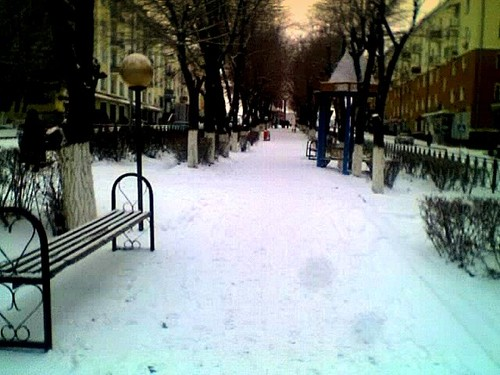
la rue centrale en hiver.
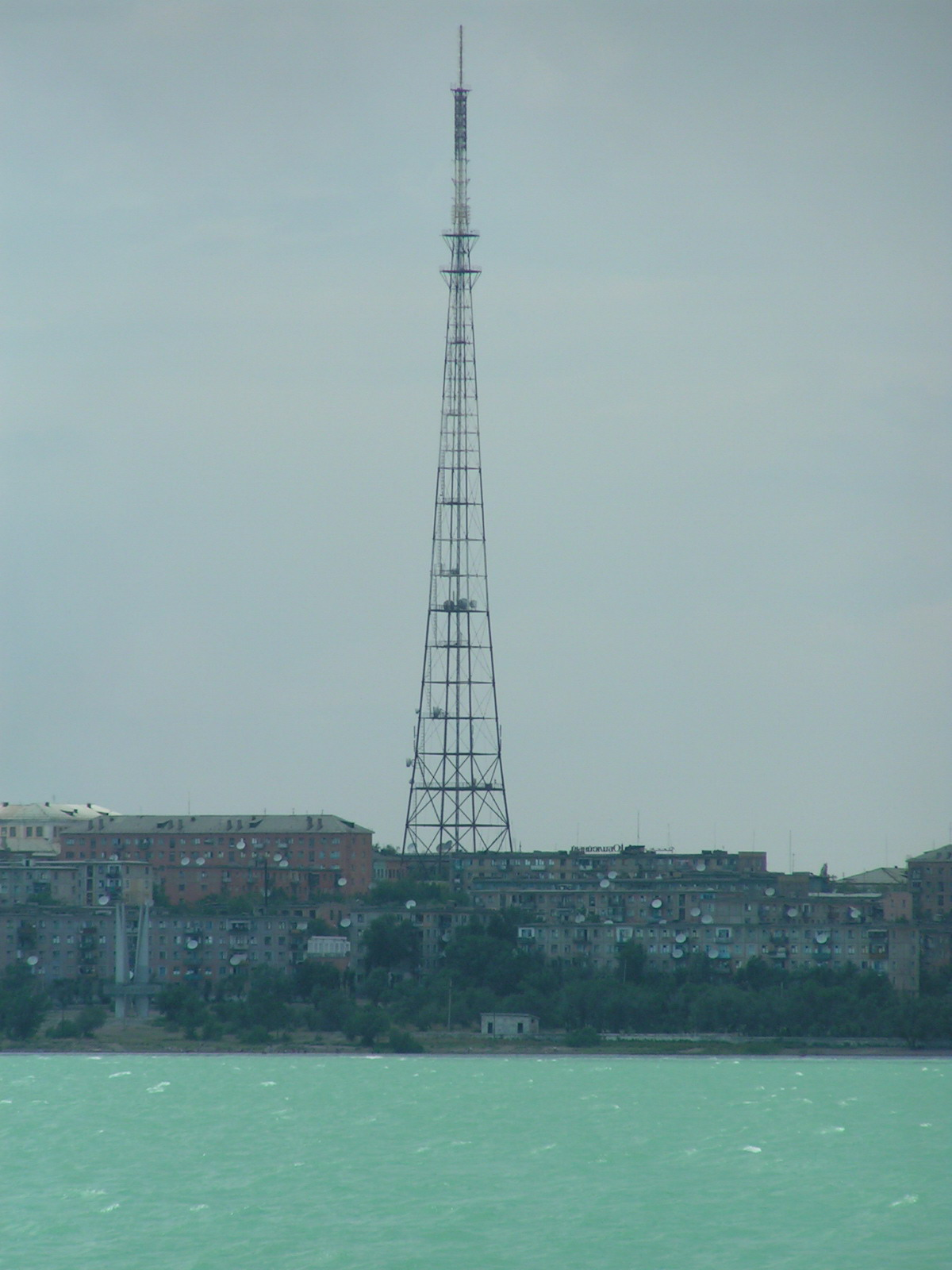
La ville.
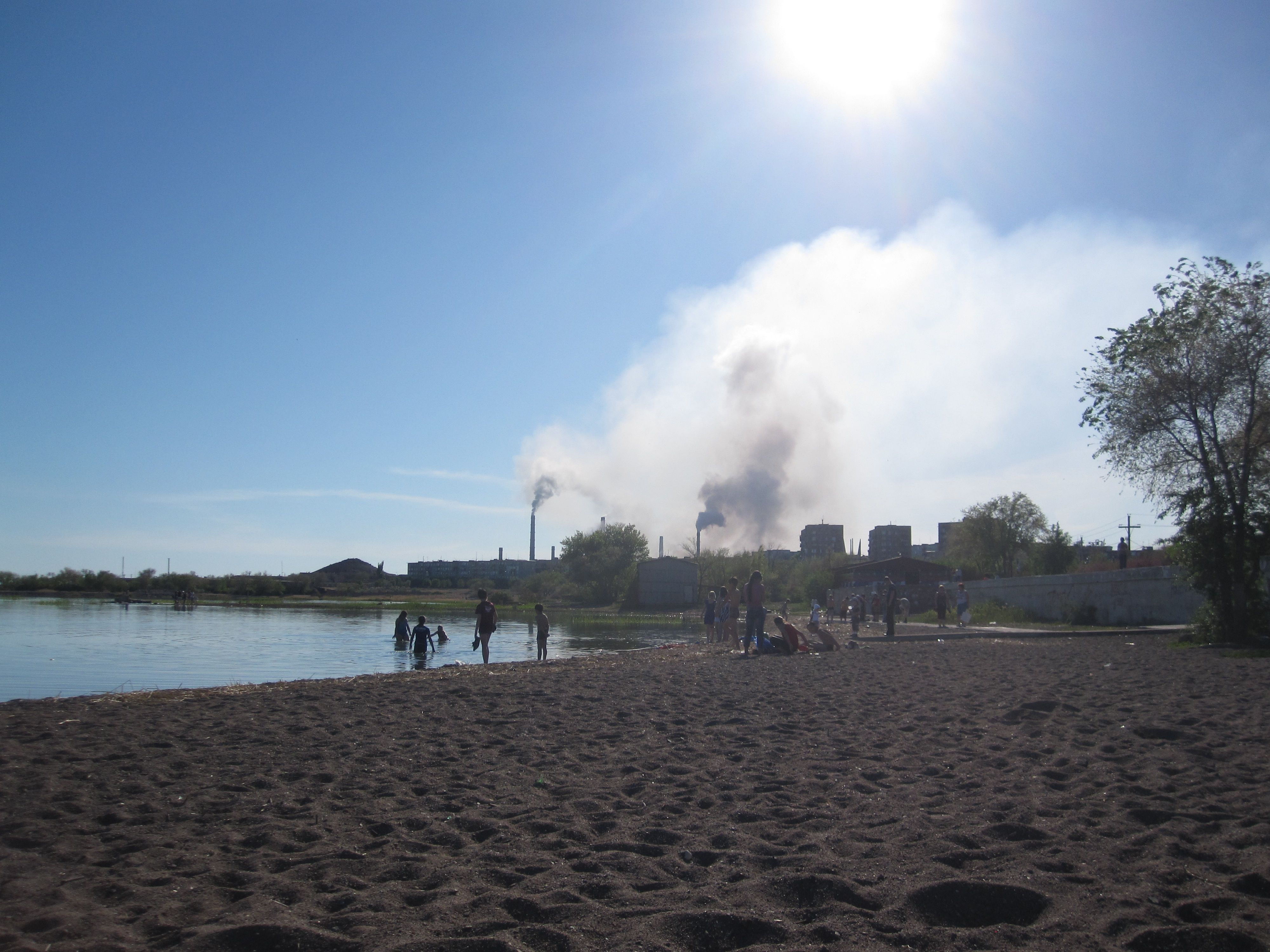
Une plage en avant plan et une usine au fond.
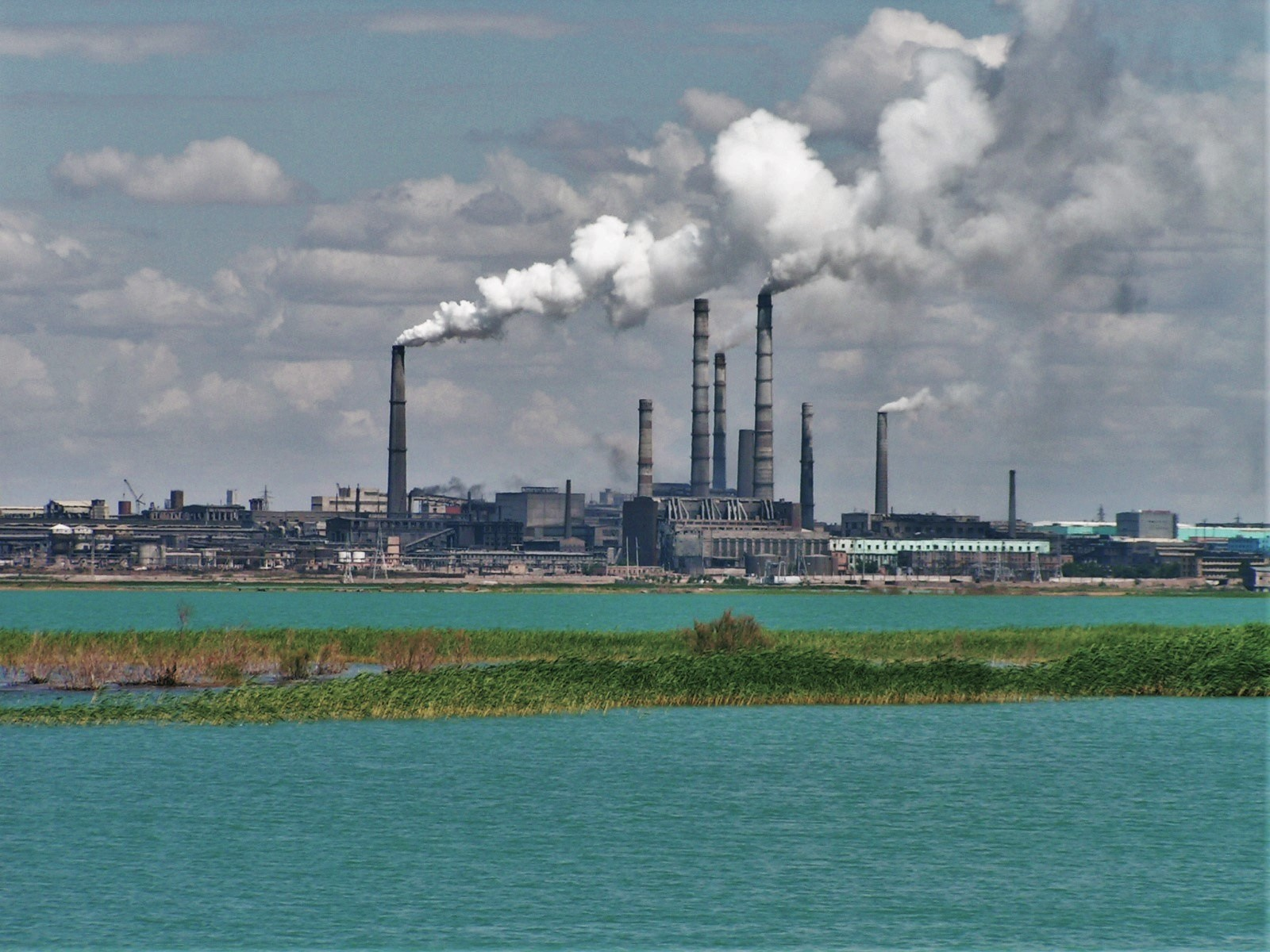
Une usine métallurgique.